# US-amerikanische Badmintonmeisterschaft 2014
Die US-amerikanische Badmintonmeisterschaft 2014 fand vom 28. bis zum 30. März 2014 im Boston Badminton Club in Boston statt.

## Medaillengewinner
| Disziplin    | Gold                       | Silber                            | Bronze                         |
| ------------ | -------------------------- | --------------------------------- | ------------------------------ |
| Herreneinzel | Howard Shu                 | Pratik Patel                      | Siraroj Phanpuchara            |
| Herreneinzel | Howard Shu                 | Pratik Patel                      | Sarun Vivatpatanakul           |
| Dameneinzel  | Zhang Beiwen               | Pinky Li                          | Ruth Menchaca                  |
| Dameneinzel  | Zhang Beiwen               | Pinky Li                          | Deepti Reddy                   |
| Herrendoppel | Mu He Sarun Vivatpatanakul | Siraroj Phanpuchara GJ Watts      | Darren Yang Jerry Yang         |
| Herrendoppel | Mu He Sarun Vivatpatanakul | Siraroj Phanpuchara GJ Watts      | Nguyễn Quang Minh Pratik Patel |
| Damendoppel  | Jing Yu Hong Zhang Beiwen  | Soumya Gade Karine Hsu            | Thuy Hoang Daphne Ng           |
| Damendoppel  | Jing Yu Hong Zhang Beiwen  | Soumya Gade Karine Hsu            | Ruth Menchaca Deepti Reddy     |
| Mixed        | Mu He Jing Yu Hong         | Sarun Vivatpatanakul Zhang Beiwen | Ajit Umrani Daphne Ng          |
| Mixed        | Mu He Jing Yu Hong         | Sarun Vivatpatanakul Zhang Beiwen | Marc Lai Judy Chang            |